# Silvano Trevisani
Silvano Trevisani (Trevenzuolo, 27 agosto 1919 – Mantova, 10 luglio 2010) è stato un calciatore italiano.

## Biografia
Era conosciuto anche come Trevisani IV per distinguerlo dai fratelli calciatori Aldo Trevisani I, Ottorino Trevisani II, Antonio Trevisani III, Bruno Trevisani V e dal nipote Edoardo Trevisani VI.

## Carriera
Ala, dotato di un fisico robusto, cresce calcisticamente nelle squadre minori veronesi prima di passare al Verona nel 1941, con cui disputa un campionato di Serie C. 
Bloccato dal secondo conflitto mondiale, torna in campo nel campionato misto di Serie B/C con il Mantova dove resta fino al 1947 giocando in due campionati 59 partite e segnando 14 reti.
Passato al Genoa, esordì in Serie A a 27 anni il 14 settembre 1947. Con i grifoni gioca due campionati e in 62 partite va in rete 9 volte.
Scende a quel punto di nuovo in Serie B ma per Trevisani vi è la seconda occasione che passa per Ferrara attraverso la SPAL di Paolo Mazza. Mazza vuol portare la sua squadra in Serie A e ingaggia giocatori esperti da affiancare ai giovani talentuosi che si affermano ogni anno. Dal 1949 al 1951 Trevisani scende in campo 71 volte segnando 27 reti costituendo il trio di attacco prima con Ciccarelli e De Vito, successivamente con Fontanesi e Bennike; nel 1951 la SPAL è promossa in Serie A.
Trevisani viene ceduto alla Fiorentina ma ormai per il veneto la carriera è al tramonto: solo 5 presenze prima di chiudere, dopo altre reti segnate in Serie C con l'Empoli, a metà degli anni '50.
In carriera ha totalizzato complessivamente 67 presenze e 9 reti in Serie A e 110 presenze e 36 reti in Serie B.

## Palmarès

### Giocatore

#### Competizioni nazionali
- Serie B: 1

SPAL: 1950-1951
- Serie C: 1

Audace SME: 1940-1941